# Дамян Д. Рейнов
Дамян Д. Рейнов е псевдоним на български автор на произведения в жанровете мистерия, хорър, научна фантастика, фентъзи, психотрилър, криминале и др.

## Биография
Роден през 1981 г. в град Габрово. Завършил актьорско майсторство в НАТФИЗ „Кръстьо Сарафов“ – гр. София. Живее в гр. Пловдив, където работи като актьор, режисьор и драматург.
Дамян Д. Рейнов е писателският псевдоним, под който публикува творбите си. По професия е театрален актьор и режисьор и след като писането е различен вид изкуство, е решил да не подписва творбите си с истинското си име, а под псевдоним. Дамян Д. Рейнов е нещо като второто му, писателско алтерего. Нещо като Ричард Бакман за Стивън Кинг, Джорд Оруел за Ерик Артър Блеър или Чудомир за Димитър Чорбаджийски. Преди да се захване с писане на проза, пише предимно драматургия. Писането за него не е професия, а просто поредният начин да се изразява, да споделя темите, които го вълнуват и да разказва историите, които изплуват в съзнанието му.
От 2016 г. е член на Клуб на писателите на хорър „Lazarus“.

## Стил и особености
Пише главно в жанровете мистерия, хорър, психотрилър, апокалиптична и постапокалиптична фантастика, антиутопия, комедия, фентъзи. Обича да пиша истории с неочакван край, истории с послание, истории които те карат да се замислиш върху теми, които би трябвало да вълнуват всеки човек. В произведенията си разглежда теми като: страха, неизвестното бъдеще, силата на въображението и т.н.

## Награди и признания
- 2014 г. – разказът „Пишещата машина“ е отличен на конкурса на списание Дракус за разказ вдъхновен от Стивън Кинг - Вдъхновени от Краля.
- 2015 г. – Първа награда от конкурса „Моят свят през 2025 г." на списание „„ВВС ЗНАНИЕ““ за разказа „Магистрала 2025“.
- 2015 г. – разказът „Кладенецът“ е отличен на конкурса на списание Дракус за разказ вдъхновен от Рей Бредбъри - 451 градуса по Бредбъри.
- 2017 г. – Второ място в конкурса за фантастичен разказ на тема „Пътуване във времето“, организиран от Младежки дом Пазарджик и Клуб по фантастика „Аркадий и Борис Стругацки“, 2017 – за разказа „Мисията на Монтег“
- 2017 г. – Разказът ми „Гагаузка крепост“ бе отличен на конкурса за разказ посветен на Добруджа и Йордан Йовков „Земя на пеещите колелета“, организиран от община Генерал Тошево.
- 2018 г. – разказът „Историята на Ерих Цан“ е отличен на конкурса на списание Дракус за разказ вдъхновен от Хауърд Ф. Лъвкрафт - Зовът на Лъвкрафт.
- 2022 г. - сборникът „Вдъхновенията на Артиста“ е отличен с наградата Светлоструй за проза.

## Издания

### На български език

#### Разкази

##### Самостоятелни издания
- 2021 г. - „Вдъхновенията на Артиста“ (сборник с разкази) - Издателство Лемур Букс

##### Участие в съвместни издания
- 2014 г. – „Вдъхновени от краля“ (сборник) – издателство „Гаяна“
  - „Пишещата машина“ (разказ)

- 2015 г. – „451 градуса по Бредбъри“ (сборник) – издателство „Гаяна“
  - „Кладенецът“ (разказ)

- 2016 г. – „Писъци“ (антология) – издателство „Гаяна“
  - „Снайперистът“ (разказ)

- 2017 г. – „Вой“ (антология) – издателство „Гаяна“
  - „Кукленият театър“ (разказ)

- 2018 г. – „Зовът на Лъвкрафт“ (сборник) – издателство „Гаяна“
  - „Историята на Ерих Цан“ (разказ)

##### Електронни публикации
- 2014 г. – „Тик-Так“ (разказ) – „Сборище на трубадури“
- 2018 г. – „Мисията на Монтег“ (разказ) – „Diaskop Comics“

##### Публикации в периодика
- 2015 г. – „Магистрала 2025“ (разказ) – списание „"ВВС ЗНАНИЕ““ (брой 70) октомври / 2015
- 2018 г. – „Гагаузка крепост“ (разказ) – вестник "Факел“ / 2018
- 2021 г. - „Вдъхновенията на Артиста“ (разказ) - сп. „Дракус“ есен-зима/2021

### На английски език
- 2016 г. – „Tick-Tock“ (разказ) – списание „Дракус“ (специален брой) / 2016